# 아반티
아반티(산스크리트어: अवन्ति)는 고대 인도의 십육대국 중 하나로, 대략 오늘날의 말와 지역에 위치했다. 불교 문헌인 앙굿따라 니까야에 따르면, 아반티는 기원전 6세기의 십육대국 중 하나였다. 이 자나파다는 빈디아산맥에 의해 두 부분으로 나뉘었는데, 북부는 우자이니에 수도를 두었고 남부는 마히쉬마티에 수도를 두었다.
이 영역에 속했던 고대 사람들인 아반티족은 마하바라타의 우디가 파르바(19.24)에서 마하발라(매우 강력한 자)로 묘사되었다. 비슈누 푸라나(II.3), 바가바타 푸라나(XII.I.36), 브라흐마 푸라나(XIX.17)에 따르면, 아반티족은 브라흐마 푸라나와 관련이 있었다. 아반티족은 말라바, 사우라슈트라, 아비라족/야다바족, 수라족, 카루샤족, 아르부다족과 관련이 있으며, 파리야트라(또는 파리파트라) 산맥(빈디아의 서쪽 지점)을 따라 거주하는 것으로 묘사되었다.

## 위치
아반티 왕국은 우자이니 주변 지역과 마히사티와 마헤슈와르 사이의 나르마다강 계곡 구간, 그리고 인근 일부 지역을 포함하는 영토를 포함하고 있었다.
아반티는 빈디아산맥에 의해 북부와 남부로 나뉘었고, 우자이니에 수도를 둔 북부 지역은 시프라강과 다른 하천에 의해 배수되었고, 남부 지역은 나르마다에 의해 배수되었고 마히사티 또는 마히쉬마티에 수도를 두었다.

## 역사

### 하이하야 왕조

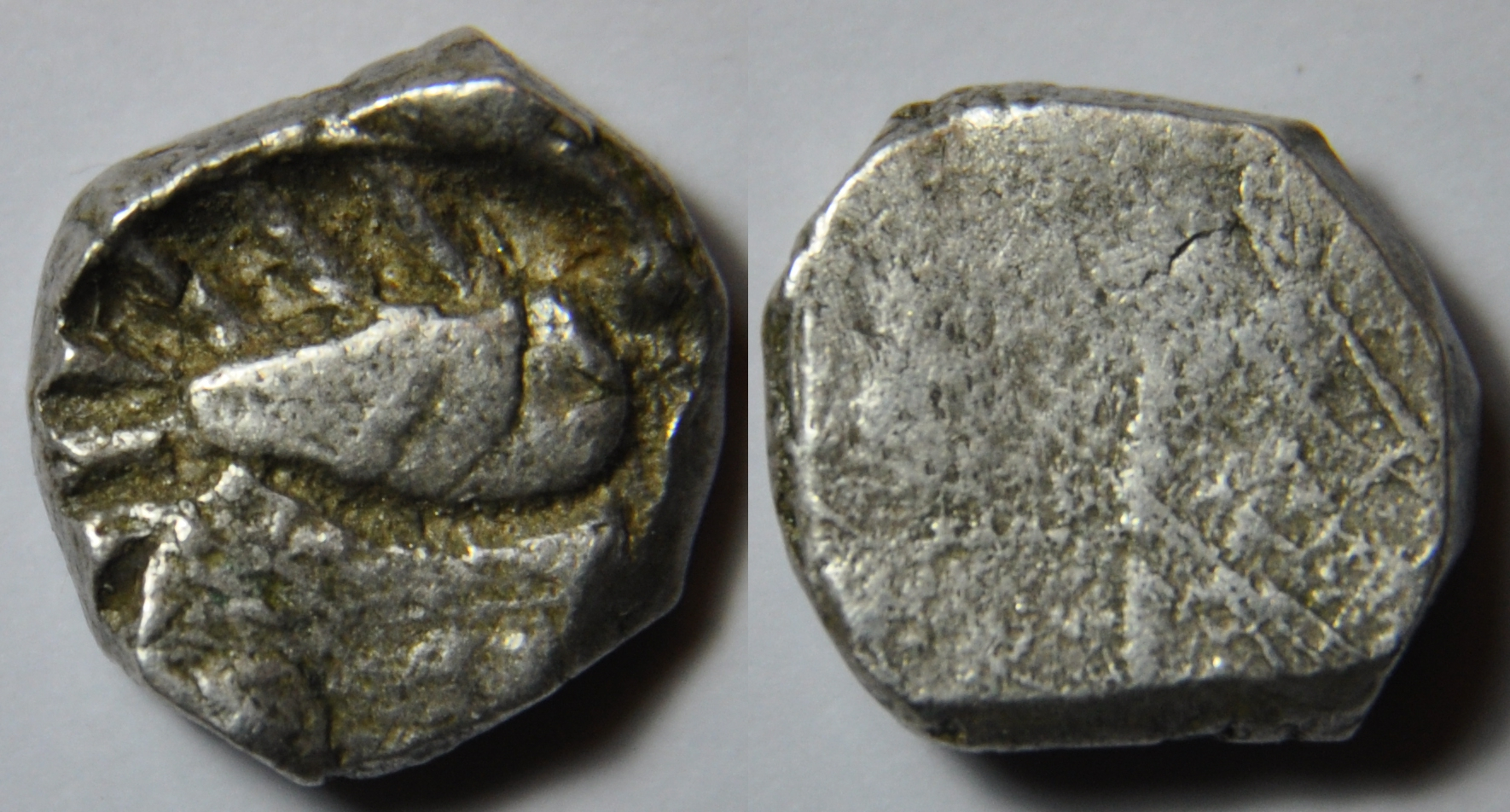
기원전 400-312년경 아반티 왕국의 ½ 카르샤파나.
앞면: 물고기.
뒷면:비어 있음.

푸라나 기록에 따르면, 하이하야족은 나가족으로부터 이 지역을 점령한 아반티의 초기 통치자였다. 초기에는 마히쉬마티에서 통치했다. 일부 기록은 우자이니가 아반티의 수도였다고 말하며, 나중에 아반티 자나파다는 두 개로 나뉘었다. 하이하야족은 비티호트라족, 보자족, 아반티족, 툰디케라족, 샤리아타족으로 구성되었다. 훗날 하이하야족은 지배 부족인 비티호트라족으로 더 잘 알려졌다. 우자이니의 마지막 비티호트라족 통치자인 리푼자야는 아마티야(장관) 풀리카에 의해 폐위되고 풀리카의 아들 프라디요타가 왕위에 올랐다.
디가니카야의 마하고빈다수탄타는 아반티 왕 베사부(비슈바부)와 그의 수도 마히사티(마히쉬마티)를 언급한다. 아마도 그는 비티호트라족의 통치자였을 것이다.

### 프라디요타 왕조
프라디요타는 고타마 붓다와 동시대의 인물이었으며, 찬다프라디요타 마하세나라는 이름으로도 알려져 있다. 프라디요타는 밧사의 왕 우다야나를 사로잡았지만 나중에 그는 자신의 딸 바사바다타를 우다야나와 결혼시켰다. 마하바가는 그를 잔인하다고 묘사했으며 맛지마 니까야에 따르면 마가다의 왕 아자타샤트루는 수도 라자그리하를 프라디요타가 이끄는 침공으로부터 보호하기 위해 요새화했다. 프라디요타는 간다라의 왕 푸슈카라사린과도 전쟁을 벌였다. 프라디요타의 수석 왕비 고팔라마타 (고팔라 왕자의 어머니)는 승려 마하카트야야나의 제자로서 우자이니에 스투파를 세웠다.
프라디요타에게는 고팔라와 팔라카라는 두 아들이 있었다. 그의 뒤를 이어 팔라카가 계승되었다. 자이나의 기록에 따르면 팔라카는 마하비라가 죽은 날에 왕위에 올랐다. 카타사리타가라와 아바시야카타나카에 따르면 밧사는 팔라카 치세에 이미 아반티의 일부였고 카우샴비의 군주였다. 미리카카티카에서는 팔라카를 민중의 반란에 의해 타도된 폭군으로 묘사하고 있다. 이 반란으로 인해 아리야카가 아반티의 왕좌에 오르게 되었다. 프라디요타에게는 고팔라와 팔라카라는 두 아들이 있었다. 그의 뒤를 이어 팔라카가 계승되었다. 자이나교의 기록에 따르면 팔라카는 마하비라가 죽은 날에 왕위에 올랐다. 카타사리타가라와 아바시야카타나카에 따르면 밧사는 팔라카 치세에 이미 아반티의 일부였다. 미리카카티카에서는 팔라카를 민중의 반란에 의해 타도된 폭군으로 묘사하고 있다. 이 반란으로 인해 아리야카가 아반티의 왕좌에 오르게 되었다. 푸라나는 아리야카의 이름을 따서 나디바르다나 또는 바르티바르다나라고 부른다. 그러나 이 이름들은 아마도 카타사리츠가라에 따르면 팔라카의 아들 이름이거나, 네팔의 브리하트카타에 따르면 고팔라의 아들의 이름인 아반티바르다나를 변형한 것일 수 있다. 그는 마가다의 왕 시슈나가에게 패배했다.

### 마가다 치하의 아반티

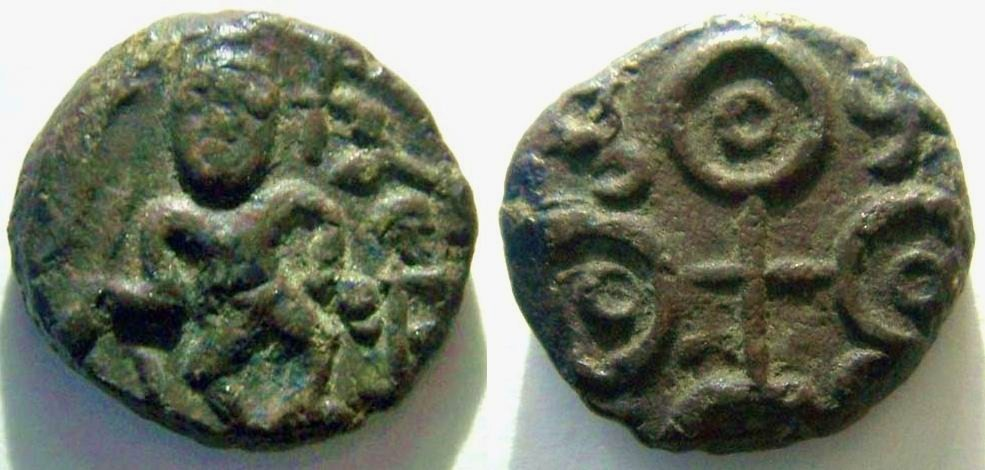
우자이니의 구리 주화.

나중에 아반티는 마가다 제국의 일부로 편입되었다. 마우리아 제국 시대 동안, 아반티는 우자이니를 주도로 한 제국의 서부 속주인 아반티라슈트라가 되었다. 루드라다만 1세의 주나가르 바위 비문에는 푸슈야굽타를 찬드라굽타 마우리아 치세 서부 속주의 총독으로 언급하고 있다. 다음 통치자 빈두사라의 통치 기간 동안, 아소카 황자는 아반티라슈트라의 지방 총독이었다. 마우리아가 멸망한 후, 푸시야미트라 숭가 치세에, 그의 아들 아그니미트라는 비디샤의 마가다 총독이었지만, 그는 모든 실용적인 목적을 위해 마가다로부터 독립하여 통치했다.

## 말라바 왕국
말라바 왕국은 마하바라타에서 언급되는 인도 말와 중부 및 서부 지역의 야다바 왕들에 의해 통치된 많은 왕국들 중 하나이다. 때때로 아반티와 말라바는 같은 나라로 묘사되었다. 그들은 원래 인도 북서부 펀자브 지역에 위치한 서부 부족이었다. 나중에 그들은 인도의 라자스탄 주와 마디아프라데시주로 이주했다. 기록된 인도의 역사에서 말라바의 후손이라고 믿어지는 말라바라고 불리는 왕족 부족이 있었다.

## 같이 보기
- 자나파다
- 십육대국
- 인도의 역사
- 마가다-아반티 전쟁
- 힌두교의 역사

## 참고 문헌
- Jain, Kailash Chand (1972), 《Malwa Through the Ages》 Fir판, Motilal Banarsidass, ISBN 978-81-208-0805-8
- Raychaudhuri, Hemchandra (1953). 《Political History of Ancient India: From the Accession of Parikshit to the Extinction of Gupta Dynasty》. University of Calcutta.